# Thaumalea thalhammeri
Thaumalea thalhammeri är en tvåvingeart som beskrevs av Zilahi-sebess 1956. Thaumalea thalhammeri ingår i släktet Thaumalea och familjen mätarmyggor.
Artens utbredningsområde är Ungern. Inga underarter finns listade i Catalogue of Life.